# Occirhenea georgiana
Occirhenea georgiana är en snäckart som först beskrevs av Jean René Constant Quoy och Joseph Paul Gaimard 1832.  Occirhenea georgiana ingår i släktet Occirhenea och familjen Rhytididae. IUCN kategoriserar arten globalt som starkt hotad. Inga underarter finns listade i Catalogue of Life.